# Heinz Pusitz
Heinz Pusitz (* 1961 in Wien) ist ein österreichischer Ethnologe und Schriftsteller.

## Leben
Pusitz studierte Kulturanthropologie an der Universität Wien und erwarb den Titel des Magisters. Er arbeitete als buddhistischer Religionslehrer in Wien und berichtete aus Indonesien für die Zeitschrift Ursache & Wirkung, bei der er von 1995 bis 1998 Redakteur war.
Pusitz veröffentlichte Ungeschieden, eine 44-seitige Ethnographie eines fiktiven Stadtteils der niederösterreichischen Stadt Baden, berichtete über das erste „höfleiner donauweiten poesiefestival“, veröffentlichte poetische Texte im Internet wie „Sonnenaufgang“ und ein Künstlerportrait über Karin Frank.
Rezensenten hoben Sprachspiele und Wortschöpfungen bei Pusitz hervor. Alexander Sprung schrieb, dass er  Sprache „immer wieder reflektiert. ‚Was kann Sprache erklären? Kann Sprache erklärt werden?’ Lustvoll bringt diese Skepsis Neologismen hervor, berauscht sich am Klang einzelner Wörter: ‚Der Huflattich ist ein Huflattich. Huflattich.’“ Daniela Beuren schrieb, Pusitz hätte „Spaß an Wortanwandlungen wie „bekritische Untersuchung“, „Geforschung“, „tradnitiv“, an schnörkeligen Konstruktionen und bewussten Alternativschreibungen: ‚Anders vereckt präsentiert sich jene Tote, die schnell Entzug wollte und der Narkose treu geblieben wurde und nicht mehr erwachte’. Manche LeserInnen werden ihn auf solchen Mäandern gerne folgen, andere werden von so viel [sic] vielleicht ganz krank oder irritiert.“
Pusitz wirkte am Text des Films "In Out - Bewege die Welt" (2002) von Christina Zurbrügg mit.

## Werke

### Monografien
- Die Landschaftsapotheke – seit 1661. Baden bei Wien 2005 (Broschüre über eine Apotheke, 36 Seiten mit zahlreichen Abbildungen)
- Ungescheiden: Forschungsbericht. 33 Versuche oder Frazer-Variationen. Vienna [u. a.]: Labyrinth Assoc. of English-Language Poets in Vienna 2010 (ISBN 978-3-902339-13-3), Heft, 44 Seiten

### Aufsätze und Beiträge
- mit Johann Stockinger: Hypermedia und Ethnologie. Wien 1994–1997.
- Die japanische Schauspielerin Hanako in Baden. In: Wasser-Leben-Weltkurort. Baden und die Badener. 1900–1914. Ein Ausstellungskatalog, Baden 2003.
- Der Neubau des Badener Stadttheaters. In: Wasser-Leben-Weltkurort. Baden und die Badener. 1900–1914. Ein Ausstellungskatalog, Baden 2003.
- „Wenn ich einmal, Wanderer, nach… Über das Falsche im Richtigen.“ In: Volker Zotz (Hrsg.): Schnittstellen. Buddhistische Begegnungen mit Schamanismus und westlicher Kultur. Festschrift für Armin Gottmann zum 70. Geburtstag. Luxemburg: Kairos Edition 2013, ISBN 978-2-919771-04-2, S. 105–120

### Herausgeberschaften
- mit Elisabeth Reif (Hg.): Interkulturelle Partnerschaften: Begegnungen der Lebensformen und Geschlechter. Frankfurt am Main: IKO - Verl. für Interkulturelle Kommunikation 1996, ISBN 3-88939-375-6 (Darin ein Beitrag von Heinz Pusitz: „M und kein Ende“, S. 113–138).
- mit Dieter Berdel (Hg.): tor ort rot. Edition Lex Liszt12, Oberwart, 2014 (Darin ein Beitrag von Heinz Pusitz: „vier zeilen und i − 52i-gedicht.“ S. 16–18)